# Schloss Glogau
Koordinaten: 51° 40′ 2″ N, 16° 5′ 26″ O

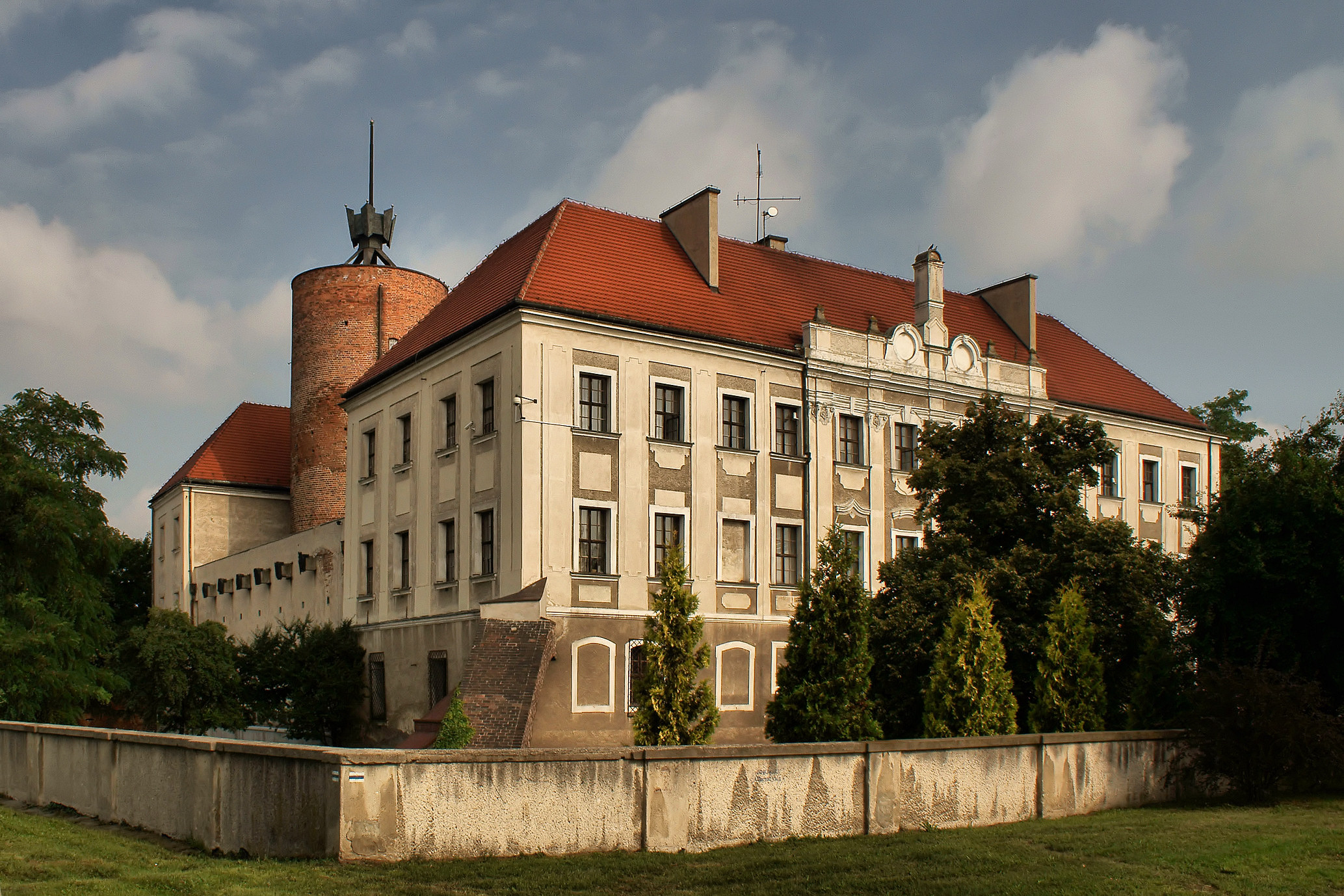
Schloss Glogau

Schloss Glogau (polnisch Zamek Książąt Głogowskich) ist ein Schloss in Głogów (Glogau) in der Woiwodschaft Niederschlesien in Polen.

## Geschichte
Zur Sicherung der Furt über die Oder bestand vermutlich schon unter den westslawischen Dedosizen eine Gauhauptburg. Für das Jahr 1124 ist ein Kastellan („praefectus“) Woislaw belegt, die zugehörige Kastellanei erst 1155. Die Burg bestand wahrscheinlich aus einer Holz-Erde-Befestigung auf einer Insel in der Oder. In dieser Burg entstand die erste Domkirche. Unter Konrad I. wurde westlich der Oder eine neue Burg errichtet, deren Bergfried aus Backsteinen im heutigen Schloss erhalten ist.
Unter Johann I. wurde die Burg zu einer steinernen Anlage ausgebaut. Während des Glogauer Erbfolgestreits besetzte der Saganer Herzog Johann II. die Stadt und ließ Ratsmitglieder, die seine Herrschaft nicht anerkannten, in den Bergfried sperren. Während der weiteren militärischen Auseinandersetzungen um die Herrschaft im Herzogtum wurde die Anlage beschädigt und 1499 durch Sigismund I., der vom böhmischen Landesherrn Vladislav II. das Herzogtum Glogau als Lehen erhalten hatte, wiederaufgebaut. Während des großen Stadtbrandes von 1615 wurde die Anlage erneut schwer beschädigt. Danach wurde sie abgetragen. Nur der Bergfried und die Keller blieben erhalten. Anschließend wurde an der Stelle ein Schloss im Stil des Frühbarock errichtet.
Im Jahr 1669 ließ der Glogauer Landeshauptmann Johann Bernhard II. von Herberstein einen Festsaal einrichten, dessen Stuckdecke den böhmischen Landesherrn Leopold I. darstellte, während an den Seitenwänden die Glogauer Herzöge abgebildet waren. Unter Karl Graf von Kottulinsky wurde die Außengestalt der Anlage weiter umgeformt.
Nach dem Ersten Schlesischen Krieg 1742 fiel Glogau mit fast ganz Schlesien an Preußen. Danach war das Glogauer Schloss Sitz der preußischen Kriegs- und Domänenkammer, später eines Oberamtes. Während der Napoleonischen Kriege war das Schloss zeitweise von der Grande Armée besetzt. 1809 wurde die Kriegs- und Domänenkammer nach Liegnitz verlegt. Nach Abzug der Besatzer wurde das Schloss wieder Verwaltungssitz und Dienstsitz des Prinzen Wilhelm, Kommandant des 7. Infanterieregiments.
Im Zweiten Weltkrieg wurde die Stadt bis April 1945 von der Roten Armee belagert. Das Schloss brannte aus und wurde als „piastisches Erbe“ 1958 unter Denkmalschutz gestellt. Von 1971 bis 1983 wiederaufgebaut. Seit 1992 ist im Schloss das Museum für archäologische und historische Sammlungen untergebracht.